# الکس پارتریدگ
الکس پارتریدگ (انگلیسی: Alex Partridge؛ زادهٔ ۲۵ ژانویهٔ ۱۹۸۱) از برندگان مدال‌های بازی‌های المپیک تابستانی و ورزشکار روئینگ اهل بریتانیا است.
وی در مسابقات کشوری و بین‌المللی در مجموع برندهٔ ۳ مدال طلا، ۲ مدال نقره، ۳ مدال برنز شده‌است.